# Sad (Dnipropetrovsk)
Sad (en ucraniano: Сад) es un pueblo ucraniano perteneciente al óblast de Dnipropetrovsk. Situado en el este del país, es parte del raión de Sinélnikove y del municipio (hromada) de Ilariónove.

## Toponimia
El nombre del asentamiento en ruso es también Sad (en ruso: Сад). 

## Geografía
Sad se encuentra a medio camino entre Dnipró y Sinélnikove, 20 km al este de la primera y 30 km al oeste de la segunda. 

## Historia
La primera mención del pueblo de Sad se remonta a la segunda mitad del siglo XIX.  
Sad alcanzó el estatus de comuna urbana en 1957. En 2023, Sad perdió el estatus de asentamiento de tipo urbano debido a la eliminación de este estatus administrativo.

## Demografía
La evolución de la población de Sad entre 1959 y 2022 fue la siguiente:
| 597                                                           | 706 | 662 | 565 | 474 | 471 | 477 | 496 |
| (Fuente: Cities & Towns of Ukraine y UKRAINE: Größere Städte) |     |     |     |     |     |     |     |

Según el censo de 2001, la lengua materna de la mayoría de los habitantes, el 86,08%, es el ucraniano; y del 13,71%, el ruso.

## Infraestructura

### Transporte
El asentamiento tiene acceso a la autopista M18 que conecta Járkov con Zaporiyia y Melitópol, también con Dnipró. La estación de tren de Sad se encuentra en la línea ferroviaria que conecta Dnipró y Sinélnikove.